# Masters de París 2001
El Masters de París 2001 fue un torneo de tenis jugado sobre moqueta. Fue la edición número 30 de este torneo. Se celebró entre el 29 de octubre y el 5 de noviembre de 2001. 

## Campeones

### Individuales masculinos
Sébastien Grosjean vence a  Yevgeny Kafelnikov 7–6 (7–3), 6–1, 6–7 (5–7), 6–4.

### Dobles masculinos
Ellis Ferreira /  Rick Leach vencen a  Mahesh Bhupathi /  Leander Paes, 3–6, 6–4, 6–3.
| Predecesor: París 2000 | Masters de París 2001 | Sucesor: París 2002 |